# Simon Verlag für Bibliothekswissen
Der Simon Verlag für Bibliothekswissen wurde 2008 in Berlin gegründet. Seit März 2023 ist er nicht mehr aktiv.

## Autoren
Autoren des Verlages waren unter anderem Willi Bredemeier, Hans-Joachim Hespos, Alexandra Horvat, Ben Kaden, Ronald Kaiser, Birger Petersen, Wolfgang Ratzek, Art-Oliver Simon, Rainer Strzolka, Walther Umstätter und Hartmut Walravens, Daniela Zivkovic.

## Programm des Verlages

### Publikationen
Zum Programm des Verlag gehörten Publikationen zu u. a. folgenden Themen:
- Bibliotheks- und Informationswissenschaft
- Bibliothekspolitik – Die Nutzung der Bibliothek im sozialen Umfeld
- Informationskompetenz und Wissenschaftskommunikation
- Kinder und Jugend in der Bibliothek
- Internationale Bibliographien
- Data Librarian
- Urheberrecht
- Bibliotheken in einer diversen Gesellschaft

Der Verlag gab außerdem zwei Reihen heraus:
- Zeitzeugnisse des 20. Jahrhunderts: Briefe und Lebenserinnerungen werden in einen Kontext aus historischen Quellen und Berichten veröffentlicht.
- Hören und Lernen: Neue Klänge sollten das Hören wieder neu entdecken. Die Reihe wollte zeitgenössische Werke, einschließlich außereuropäischer Musik in Büchern, auf CDs in Noten und als Downloads aus dem Internet nahebringen.

Seit März 2023 ist der Verlag nicht mehr aktiv, seine Homepage abgeschaltet.

### Veranstaltungen
Der Verlag veranstaltete außerdem Konzerte und Lesungen, auch in Zusammenarbeit mit Bibliotheken, z. B. die Konzertreihe Nachgefragt, sowie Gesprächskonzerte mit jungen Komponisten der modernen Musik.